# بوابة سياجية

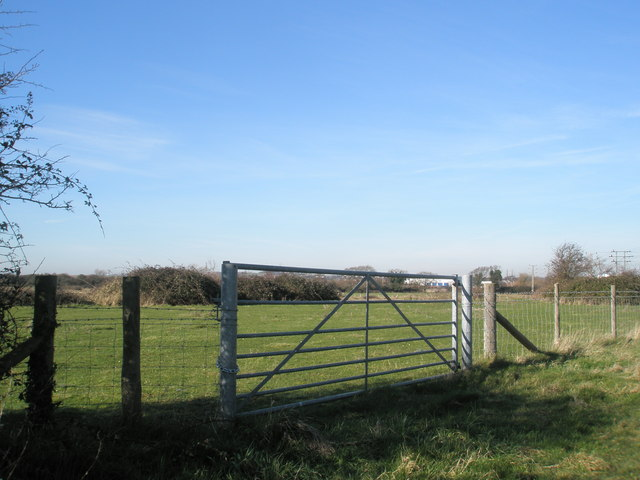
بوابة سياجية في إحدى المزارع.

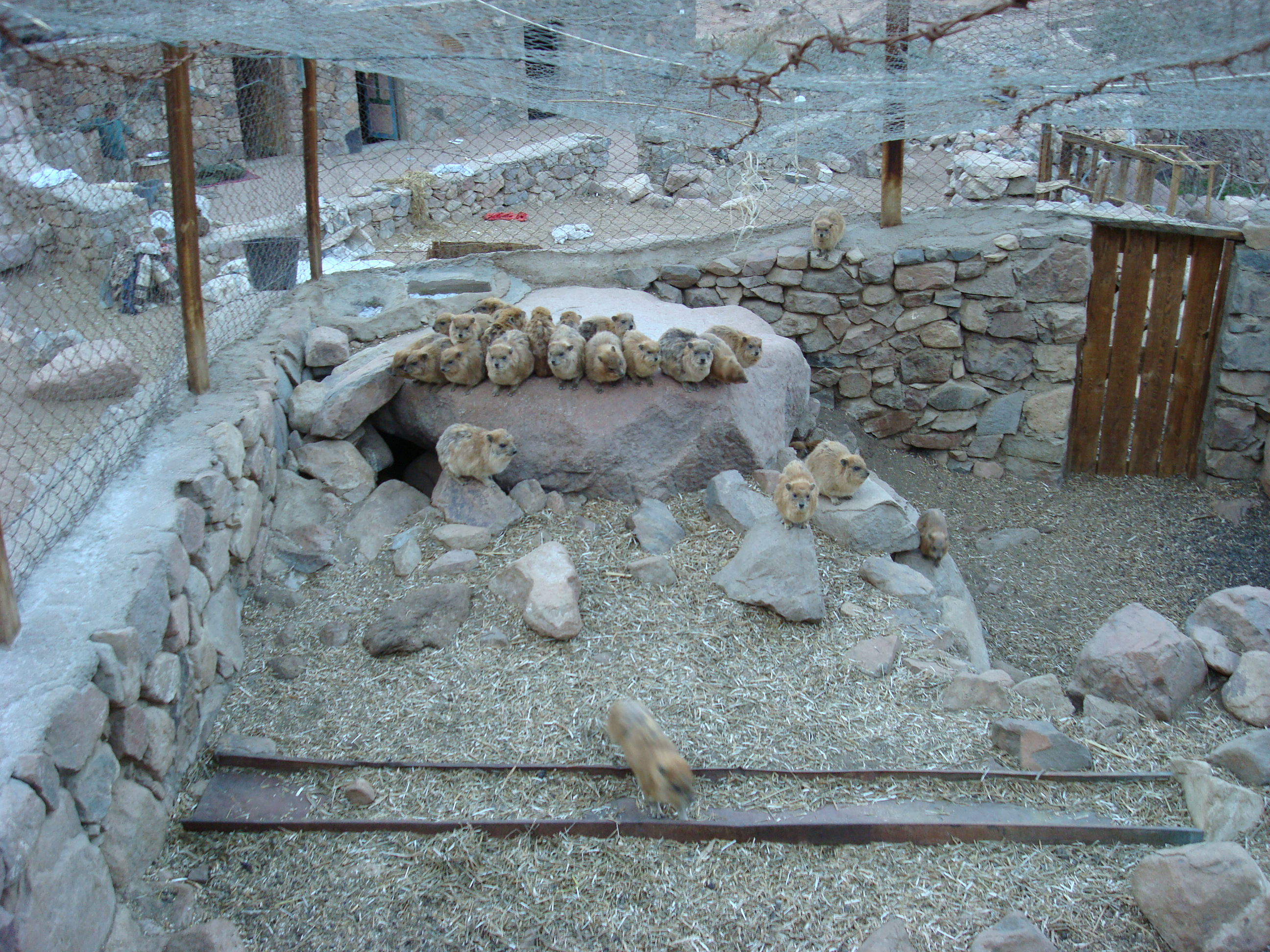
سياج يحيط بإحدى المزارع.

البوابة السياجية هي عبارة عن بوابة مصنوع من الأسلاك المعدنية، وتستخدم عادة في الأرضي الزراعية المسورة بالسياج، وتتميز البوابة بسهولة فتحها وإغلاقها في حالة إخراج الماشية من المزارع.
تستخدم هذا الأنواع من البوابات حيث يمكن تركيبها وإزالتها بسهولة، كما أنها تكيَّف مع مجموعة متنوعة من التضاريس، وهي رخيصة وبسيطة الصنع، كما أن وإذا لزم تكبير البوابة يمكن بسهولة أن تكون أوسع بكثير من البوابة التقليدية.